# Serie B 1962/1963
Soutěžní ročník Serie B 1962/1963 byl 31. ročník druhé nejvyšší italské fotbalové ligy. Konal se od 16. září 1962 do 16. června 1963. 
Nejlepším střelcem se stal italský hráč  Cosimo Nocera (Foggia & Incedit), který vstřelil 24 branek.

## Události
Z 1. ligy sestoupila Padova, Lecco a Udinese. Naopak postup ze 3. ligy slavilo po 2 letech Cagliari a po roce se vrátila Foggia & Incedit a Triestina.
Od 11. kola vedla tabulku Messina a do konce soutěže tam vydrželo a poprvé ve své klubové historii postoupilo do Serie A. Doprovodilo jej Bari a Lazio, které se vrátili po dvou letech. Do Serie C sestoupilo Lucchese, Sambenedettese a Como.

## Účastníci
| Klub             | Město                    | Stadion                            | Trenér | Minulá sezona                            |
| ---------------- | ------------------------ | ---------------------------------- | --- | ---------------------------------------- |
| Alessandria      | Alessandria              | Stadio Giuseppe Moccagatta         | Pietro Rava (1.–30. kolo) Angelo Franzosi                                                                                                 | 10. místo v Serii B                      |
| Bari             | Bari                     | Stadio della Vittoria              | Pietro Magni | 12. místo v Serii B                      |
| Brescia          | Brescia                  | Stadio Mario Rigamonti             | Luigi Bonizzoni | 8. místo v Serii B                       |
| Cagliari         | Cagliari                 | Stadio Amsicora                    | Arturo Silvestri | 1. místo ve skupině B v Serii C (postup) |
| Catanzaro        | Catanzaro                | Stadio Militare                    | Enzo Dolfin | 15. místo v Serii B                      |
| Como             | Como                     | Stadio Giuseppe Sinigaglia         | Frank Pedersen + Giulio Cappelli (1.–19. kolo) Giovanni Zanollo + Giulio Cappelli (20.–25. kolo) Henri-Gérard Augustine + Giulio Cappelli | 15. místo v Serii B                      |
| Cosenza          | Cosenza                  | Stadio Emilio Morrone              | Paolo Todeschini | 18. místo v Serii B                      |
| Foggia           | Foggia                   | Stadio Pino Zaccheria              | Oronzo Pugliese | 1. místo ve skupině C v Serii C (postup) |
| Lazio            | Řím                      | Stadio Olimpico                    | Carlo Facchini (1.–4. kolo) Roberto Lovati + Juan Carlos Lorenzo                                                                          | 4. místo v Serii B                       |
| Lecco            | Lecco                    | Stadio Mario Rigamonti-Mario Ceppi | Camillo Achilli (1.–25. kolo) Angelo Piccioli                                                                                             | 17. místo Serii A (sestup)               |
| Lucchese         | Lucca                    | Stadio Porta Elisa                 | Bruno Arcari (1.–19. kolo) Amedeo Amadei                                                                                                  | 15. místo v Serii B                      |
| Messina          | Messina                  | Stadio Giovanni Celeste            | Umberto Mannocci | 7. místo v Serii B                       |
| Padova           | Padova                   | Stadio Silvio Appiani              | Luigi Del Grosso (1.–26. kolo) Elvio Matè                                                                                                 | 18. místo Serii A (sestup)               |
| Parma            | Parma                    | Stadio Ennio Tardini               | Mario Genta (1.–17. kolo) Ugo Canforini                                                                                                   | 12. místo v Serii B                      |
| Pro Patria       | Busto Arsizio            | Stadio Comunale                    | Franco Pedroni | 6. místo v Serii B                       |
| Sambenedettese   | San Benedetto del Tronto | Stadio Fratelli Ballarin           | Francesco Petagna (1.–13. kolo) Dino Spinozzi (14.–16. kolo) Pietro Pasinati (17.–25. kolo) Volturno Diotallevi                           | 12. místo v Serii B                      |
| Simmenthal-Monza | Monza                    | Stadio "Città di Monza"            | Hugo Lamanna | 8. místo v Serii B                       |
| Triestina        | Terst                    | Stadio Comunale                    | Enrico Radio (1.–13. kolo) Gino Colaussi                                                                                                  | 1. místo ve skupině A v Serii C (postup) |
| Udinese          | Udine                    | Stadio Moretti                     | Alberto Eliani | 18. místo Serii A (sestup)               |
| Verona           | Verona                   | Stadio Marcantonio Bentegodi       | Guido Tavellin (10.–12. kolo) Carlo Facchini                                                                                              | 4. místo v Serii B                       |

## Tabulka
| Poř. | Tým              | Z  | V  | R  | P  | VG | OG | B  |
| ---- | ---------------- | -- | -- | -- | -- | -- | -- | -- |
| 1.   | Messina          | 38 | 18 | 14 | 6  | 50 | 31 | 50 |
| 2.   | Bari             | 38 | 15 | 18 | 5  | 47 | 26 | 48 |
| 3.   | Lazio            | 38 | 18 | 12 | 8  | 50 | 31 | 48 |
| 4.   | Brescia          | 38 | 15 | 15 | 8  | 40 | 27 | 45 |
| 5.   | Foggia & Incedit | 38 | 16 | 11 | 11 | 56 | 42 | 43 |
| 6.   | Lecco            | 38 | 14 | 14 | 10 | 45 | 36 | 42 |
| 7.   | Verona           | 38 | 15 | 11 | 12 | 41 | 34 | 41 |
| 8.   | Padova           | 38 | 14 | 12 | 12 | 45 | 47 | 40 |
| 9.   | Pro Patria       | 38 | 11 | 16 | 11 | 36 | 33 | 38 |
| 10.  | Simmenthal-Monza | 38 | 14 | 10 | 14 | 56 | 52 | 38 |
| 11.  | Cagliari         | 38 | 12 | 14 | 12 | 41 | 40 | 38 |
| 12.  | Catanzaro        | 38 | 12 | 13 | 13 | 34 | 43 | 37 |
| 13.  | Parma            | 38 | 12 | 11 | 15 | 32 | 44 | 35 |
| 14.  | Udinese          | 38 | 10 | 14 | 14 | 49 | 48 | 34 |
| 15.  | Alessandria      | 38 | 11 | 12 | 15 | 32 | 34 | 34 |
| 16.  | Cosenza          | 38 | 8  | 18 | 12 | 27 | 37 | 34 |
| 17.  | Triestina        | 38 | 11 | 11 | 16 | 49 | 59 | 33 |
| 18.  | Como             | 38 | 9  | 13 | 16 | 38 | 51 | 31 |
| 19.  | Sambenedettese   | 38 | 8  | 14 | 16 | 29 | 51 | 30 |
| 20.  | Lucchese         | 38 | 7  | 7  | 24 | 36 | 67 | 21 |

Poznámky
- Z = Odehrané zápasy; V = Vítězství; R = Remízy; P = Prohry; VG = Vstřelené góly; OG = Obdržené góly; B = Body
- za výhru 2 body, za remízu 1 bod, za prohru 0 bodů.

|  | Postup do Serie A |
|  | Sestup do Serie C |

## Střelecká listina
| Pořadí | Jméno               | Klub             | Branky |
| ------ | ------------------- | ---------------- | ------ |
| 1.     | Cosimo Nocera       | Foggia & Incedit | 24     |
| 2.     | Paolo Ferrario      | Simmenthal-Monza | 18     |
| 2.     | Enrico Muzzio       | Pro Patria       | 18     |
| 4.     | Biagio Catalano     | Bari             | 17     |
| 4.     | Nicola Ciccolo      | Verona           | 17     |
| 6.     | Rudolf Kölbl        | Padova           | 16     |
| 7.     | Renzo Cappellaro    | Lecco            | 15     |
| 8.     | Vincenzo Traspedini | Simmenthal-Monza | 14     |
| 9.     | Giuseppe Calzolari  | Messina          | 13     |
| 9.     | Italo Carminati     | Como             | 13     |